# Mihai Bisericanu
Mihai Bisericanu (n. 5 februarie 1962, București) este un actor de teatru, film, actor de voce, muzician, compozitor, regizor, producător, interpret român contemporan, antrenor vocal.

## Biografie

### Studii
A studiat pian (Liceul de muzică "Dinu Lipatti" /și cu Dan Mizrahy), absolvit Liceul Gheorghe Șincai, profilul electrotehnică, în 1981. 
Studiază canto cu Georgeta Bălan în cadrul Liceului de muzică, cât și clarinet, ca instrument auxiliar. De asemenea studiază chitara ca autodidact, activând în diverse formații cu orientare New-Wave (Underground).
A urmat apoi I.A.T.C. (UNATC) A.T.F. - Actorie clasa: Prof. Mihai Mălaimare și Mircea Constantinescu, absolvind în 1990.
În 2012 a obținut titlul de Doctor în Teatru la UNATC, unde și predă prin asociere, la Catedra de Expresie Vocală și Corporală (canto, dicție/vorbire) încă din 2006. Vocal Coach

### Experiență profesională
- din 1990 actor la Teatrul de Comedie, București
- Director Muzical fondator la Radio Total (1993)
- din 1995: actor în Teatrul Bulandra până în prezent
- programator MIDI (negative muzicale) pentru diverse firme americane, 1997-2002
- Voice over și regizor dublaj/regizor muzical la Ager Film (pentru Disney Channel)
- Cadru didactic asociat lector, la Catedra de Expresie vocală și corporală din UNATC, începând cu 2006
- Conducător atelier preuniversitar la Școala Atelier "George Mihăiță" - pe lângă Teatrul de Comedie, 2011 - 2013
- Doctor în Teatru la UNATC, 2012 - doctorat în Studii Interdisciplinare de Teatru și Muzică
- Masterclass-uri la Festivalul de Arte / Festival 4 Arts - Câmpina, 2020 - 2023
- Conferință - U.N.M.B. (Conservatorul "Ciprian Porumbescu") - București, 2025

## Cariera

### Teatru
- Paris - Romeo și Julieta - de W. Shakespeare, regia Eugen Gyemant , Teatrul Bulandra, 2024
- Povestitor - Carnavalul animalelor de Saint-Saens și Petrică și lupul de Serghei Prokofiev, Orch. Filarmonicii Arad, dirijor Cristian Neagu, Filarmonica ARAD, 2024
- Recitator, interpret vocal - Centenar Ben Corlaciu - Muzeul Național al Literaturii Române, 2024
- Bob/Dad/Priest/Husband/Arthur - Te iubesc, te vreau, dar te schimbi - de Jimmy Roberts/Joe DiPietro, regia Victor Bucur, Teatrul Național de Operetă „Ion Dacian” București, 2024
- Narator/Recitator/Peer Gynt - PEER GYNT Ibsen-Grieg/HENRIC V, SONETUL 18 - Shakespeare, cu OUP Orchestra - Oxford, 2023
- Narator/Recitator/Peer Gynt - Suitele PEER GYNT Ibsen-Grieg, cu Corul Academic Radio - Radio România, 2023
- Parouti Gilbert - Azilul de moarte - de Georges Contamin, regia Alexandru Dabija, Teatrul Bulandra, 2023
- Actor/Prezentator - "Vineri de la 7 jumate" - regia Mircea Cornișteanu, ARCUB, 2023
- Povestitor - Petrică și lupul - Op. 67 - de Serghei Prokofiev, cu Orchestra Regală, dirijor Andrei Feher, în Festivalul George Enescu, Teatrul Odeon, 2023
- Vespone - "La Serva Padrona" - G. B. Pergolesi, regia Mihai Bisericanu, Festivalul de Arte "Dan Iordăchescu", Câmpina, 2023
- Actor/Prezentator - "Vineri de la 6 și 9" - regia Mircea Cornișteanu, ARCUB, 2023
- Recitator, interpret vocal - Comemorare Romulus Vulpescu - Muzeul Național al Literaturii Române, 2023
- Recitator - Comemorare Ben Corlaciu - Muzeul Național al Literaturii Române, 2023
- Recitator - Centenarul nașterii lui Ștefan Augustin Doinaș - Muzeul Național al Literaturii Române, 2022
- Tahti /Giuvaer - Krum - Ectoplasmă - de Hanoch Levin, regia Theodor Cristian Popescu, Teatrul Bulandra / www.bulandra.ro, 2020
- Pianist/Prezentator/Moș Crăciun - Crăciunul Feliciei - regia Cristian Mihăilescu, Opera Comică Pentru Copii, 2019
- Invitat extraordinar - Festivalul IUBIȚI MUZICA ROMÂNEASCĂ - dirijor Cristian Neagu, Filarmonica de Stat Arad, 2018
- Lili/Bobi - Afacerea cu cadavre - adaptare de Ilinca Stihi după Joseph Kesselring, regia Ilinca Stihi, Teatrul „George Ciprian” din Buzău, 2018
- Povestitor - Petrică și lupul - Op. 67 - de Serghei Prokofiev, cu cvintetul Bucharest Winds, Filarmonica „George Enescu” din București, 2016
- Cosme McMoon - În plină glorie - de Peter Quilter, regia Răzvan Mazilu, Teatrul de Comedie, 2015
- Soldatul - Povestea Soldatului - scenariu radiofonic de Mihai Bisericanu, pe muzica lui Igor Stravinski, cu Trio Mozaic, Anca Sigartău, Mihai Gruia Sandu Filarmonica „George Enescu” din București, 2013
- Ofițer, Hair Stylist, Mihai - Comedie pe Titanic - cuplu cu Vasile Muraru, regia Cezar Ghioca, Teatrul „Constantin Tănase” din București, 2013
- Mihail - Piei, Drace!!! - cuplu cu Vasile Muraru, regia Cezar Ghioca, Teatrul „Constantin Tănase” din București, 2013
- Artur - Dacă muzica ar fi o poveste - de Pascal Amoyel, scenariu și regia Anca Sigartău, Filarmonica „Banatul” din Timișoara, 2013
- Mim - InnerSound Festival - Pantomime Concert - spectacol suprarealist-muzical în cadrul Festivalului InnerSound 2013, Universitatea Națională de Muzică București, 2013
- Povestitor - Petrică și lupul - Op. 67 - de Serghei Prokofiev, cu cvintetul FIVE (suflători), Institutul Goethe din București, 2013
- Gervasio D'Alouisi - La Grande Magia - de Eduardo de Filippo, regia Elie Malka, Teatrul Bulandra, 2013
- Actor invitat - Clasic e fantastic - (Vocea umană), realizator Cristina Sârbu, Filarmonica „George Enescu” din București, 2012
- Recitator, chitarist, acordeonist - Cică... URMUZ - spectacol suprarealist-muzical în cadrul Festivalului SIMN 2011, Universitatea de Muzică București, 2011
- Piotr - Ivanov - de A. P. Cehov, regia Andrei Șerban, Teatrul Bulandra, 2011
- Padre Lorenzo - Romeo și Julieta - Musical de Gerard Presgurvic, regia Kero, Teatrul Național de Operetă „Ion Dacian” București
- James McHogson, Hans Julian Isther - Interpretul - de Tristan Bernard, regia Radu Gheorghe, 2009
- Friar Tuck - Heart Of The Lion - de Eric Bocks, Filarmonica din Pitești
- Ioji - Voievodul țiganilor - de Johann Strauss, regia Răzvan Dincă, Teatrul Național de Operetă „Ion Dacian” București
- Bufonul - Un bufon la... Veneția - cu Camerata "Dorin Teodeorescu", Teatrul Național de Operetă „Ion Dacian” București
- Mim - În căutarea Tonului - spectacol de Ionuț Ștefănescu, Filarmonica „George Enescu” din București
- Njegus - Văduva veselă - Franz Lehar, Opera Națională București
- Dl. Herz - Directorul de teatru - Mozart, regia Doru Marin, Filarmonica „George Enescu” din București
- Richmond - Richard al III-lea se interzice - Matei Vișniec, regia Cătălina Buzoianu, Teatrul Bulandra
- Regizor tehnic - Șase personaje în căutarea unui autor - Luigi Pirandello, regia Liviu Ciulei, Teatrul Bulandra, 2005
- Ludwig - Ludwig Nicolo & Jo - regia Radu Gheorghe, Teatrul Național "Ion Luca Caragiale" București, 2004
- Domnul - De Pretore - Eduardo de Filippo, regia Horațiu Mălăele, Teatrul Bulandra, 2003
- Polițist - Roberto Zucco - regia Benjamin Walker, Teatrul Bulandra, 2002
- Ulisse - Odiseea 2001 - regia și scenariul Cătălina Buzoianu, Teatrul Bulandra , 2001
- Heinrich Meisel - Uite Tata, Nu E Tata - Arnold & Bach, regia Ion Lucian, TES, 2000
- Truffaldino - Turandot - Carlo Gozzi, regia Cătălina Buzoianu, Teatrul Bulandra, 2000
- Adriano - Mediterana - Panait Istrati, regia Cătălina Buzoianu, Teatrul „Maria Filotti” Brăila, 2000
- Secretarul - Mama Curaj - B. Brecht, regia Cătălina Buzoianu, Teatrul Bulandra, 1999
- Poetul - Levantul - Mircea Cărtărescu, regia Cătălina Buzoianu, Teatrul Mundi - Teatrul Bulandra, 1998
- Jean - Petru sau Petele din soare - Vlad Zografi, regia Cătălina Buzoianu, Teatrul Bulandra, 1998
- Perry - Totul în grădină - E. F. Albee, regia Tudor Mărăscu, Teatrul Bulandra, 1997
- Pulcinella - Scandal la Palermo - Goldoni, regia Cătălina Buzoianu, Teatrul Bulandra, 1997
- Recitator - Neobișnuitul firesc - Nichita Stănescu, regia Mihai Lungeanu, S.R.R. Sala Radio, 1997
- Vince - Copilul îngropat - Sam Shepard, regia Cătălina Buzoianu, Teatrul Bulandra, 1996
- Băiatul - Șase personaje în căutarea unui autor - Luigi Pirandello, regia Cătălina Buzoianu, Teatrul Bulandra, 1996
- Delfinul - Mireasa Mută - Ben Johnson, regia Al. Tocilescu, Teatrul de Comedie, 1995
- Mărginoiu - Patul lui Procust - Camil Petrescu, regia Cătălina Buzoianu, Teatrul Bulandra, 1995
- de Brissard - Fuga - Mihail Bulgakov, regia Cătălina Buzoianu, Teatrul de Comedie, 1995
- Aeneas - Troilus și Cresida - William Shakespeare, regia Dragoș Galgoțiu, Teatrul de Comedie, 1994
- Ferdinand - Ceaușescu's Ear - Gerard Stembridge, regia Gerard Stembridge, Teatrul româno-irlandez, 1993
- Eliberatorul - Ce ne facem fără Willy? - George Astalos, regia L. Szekely-Anton, Teatrul de Comedie, 1992
- Laurent - Cage aux Folles - Colivia nebunelor - Jean Poiret, regia Valeriu Moisescu, Teatrul de Comedie, 1992
- Albin - La Papagalul Verde - Arthur Schnitzler, regia Lucian Giurchescu, Teatrul de Comedie, 1991
- Danceny - Legături periculoase - Cristopher Hampton, regia Al. Darie, Teatrul de Comedie, 1991
- Flute, Thisbee - Visul unei nopți de vară - William Shakespeare, regia Alexandru Darie, Teatrul de Comedie, 1990
- Nebunul - Regele Lear - William Shakespeare, regia Andreea Vulpe, Studioul Cassandra, 1989
- Funcționar  - Mantaua - Nikolai Gogol, spectacol cu Măști, scenariul și regia Mihai Mălaimare, Teatrul Național, 1989
- Tonino - Clovnii - scenariul și regia Mihai Mălaimare, Teatrul Național, 1988

A jucat pe scenele teatrelor, operelor, filarmonicilor:
Studioul de Teatru "Cassandra",
Teatrul Național - București,
Teatrul de Comedie - București,
Teatrul Lucia Sturdza Bulandra - București,
Teatrul Mic - București,
Teatrul Foarte Mic - București,
Teatrul Nottara - București,
Teatrul Evreiesc de Stat - București,
Teatrul „Constantin Tănase” - București, 
Teatrul "Maria Filotti" - Brăila,
Teatrul Național "Radu Stanca" - Sibiu,
Teatrul Municipal "Maior Gheorghe Pastia" - Focșani,
Teatrul Clasic "Ioan Slavici" - Arad,
Teatrul Național Cluj-Napoca,
Teatrul Național "Mihai Eminescu" - Timișoara,
Teatrul Tineretului Piatra Neamț,
Teatrul Național "Vasile Alecsandri" - Iași,
Teatrul "Sică Alexandrescu" - Brașov,
Centrul Cultural "Reduta" - Brașov,
Teatrul româno-irlandez,
Filarmonica "George Enescu" - București,
Filarmonica Arad,
Filarmonica Pitești,
Filarmonica de Stat Oradea,
Filarmonica "Banatul" - Timișoara,
Opera Națională Română - Timișoara,
Opera Națională Română - Cluj-Napoca,
Opera Națională - București,
Opera Comică pentru Copii - București.
Sala Radio România - Studioul Mihail Jora, Studioul Alfred Alessandrescu 
Teatre din Londra (Lyric Hammersmith Theatre), Sheffield, Oxford (Oxford Playhouse), Cambridge, Chișinău, Brăila (Teatrul Maria Filotti), Galați, Focșani (Teatrul Maior Gheorghe Pastia), Bacău, Ploiești, Arad (Teatrul Ion Slavici și Filarmonica Arad), Timișoara, Mediaș (sala Traube), Istanbul, Toronto, Montreal, San Jose (Costa Rica), Caracas (Venezuela), Bogota (Columbia), Belfast, Armagh, Tralee, Derry, Galway, Dublin, Budapesta, Bonn, Frankfurt, Krems, Viena (Teatrul Pygmalion), Marsilia, Bruxelles, Stockholm, Zurich, Moscova, Sofia, Tirana, Cividale del Friuli, Pescara, Cagliari, Itaca, Valencia, Madrid, Mallorca, Nador, Maroc, Mostaganem, Algier, Annaba, Kotor, Split, Atena și altele.

### Filmografie
- Niște băieți grozavi (1988) - Iliuță
- Flăcări pe comori (1988) - valet
- Maria Mirabela în Tranzistoria (1989) - Scăpărici
- Maria și marea (1989) - un operator/mim
- Secretul armei... secrete! (1989) - iscoada
- Cei care plătesc cu viața (1989)
- Dragoste și apă caldă (1993)
- E pericoloso sporgersi (1993) - Titi
- Asfalt Tango (1996) - primul balerin
- Schimb valutar (2008) - client
- Cardinalul (2019) - Gheorghe Nenciu

- Noaptea lui Vlad (de Alex Molico) - Politician Conservator 1 - regia Ciprian Dumitrascu, film produs de Grivița Studio - 2024
- See You Soon - Coach L.A. - Alien Fil - 2018
- O poveste de dragoste, Lindenfeld - Klaus Winkler - Orion Film, (lb. germană) - 2014
- Catalogul - George Filimon - Saga Film, scurtmetraj, - 2014
- Mama ei de tranziție - Silviu - Paradox Film, 2012
- Die Deutschen (Germanii) - Walther von Vogelweider - (documentar lb. germană) Domino Film, 2010
- Ces Amours La - Soldat Ferme - (lb. franceză), 2009
- Brandy și Dl.Mustăcilă - Domnul Mustăcilă - (Dublaj de Voce)
- Shrek al treilea, și Shrek IV - Măgărușul (dublajul în română)
- Second In Command (Gardă de corp sau Adjunctul)- Marshall Geller, Castel Films (lb. engleză), 2006
- Armistice - Gentleman, documentar BBC
- Return Of The Living Death4: Necropolis - Paramedic, (lb. engleză), 2005
- Gargoyle (Aripile Întunericului) - Gregor, Ambient Film (lb. engleză), 2004
- Maria - Șofer, 2003
- My Name Is Modesty - Stassi, Castel Films (lb. engleză), 2004
- Sherlock - A Case Of Evil - Sergent Cox, Castel Films (lb. engleză), TV 2002
- Une morte pour une vie - David (lb. franceză)
- Princess Of The Thieves - Woodcutter, Castel Films (lb. engleză), TV 2001
- Orașul în miniatură - Polițist, Castel Films (lb. engleză), 1999
- Tapage Nocturne - Raoul Kervalec (lb. franceză), TV
- Față în față - Prezentator TV, 1999
- Ultima gară - Constantin
- Dark Angel - Polițist, Castel Films (lb. engleză), 1999
- Trancers 4: Jack of Swords - Flunky, Castel Films (lb. engleză), 1994
- Desene pe asfalt - Tata, 1989
- Kilometrul 36 sau Rezervă la start - Relu, 1988
- Liliacul înflorește a doua oară - Membru formație, 1988
- Luminile din larg - Costin, 1986

### Televiziune
- Invitat/interpret - Terasa urbană - realizator Kyrie Mendel, TVR internațional, 2024
- Dorinel - Bravo, Tată - Antena 1, serial sezonul 2 - 2024
- Invitat/interpret - CityBreak - realizator Dan Cojocaru, Metropol TV, 2023
- Invitat - Vară pentru voi - realizator Oana Lazăr, TVR Iași, 2023
- Invitat/interpret, recitator - Banc Show - realizator Andrei Duban, Prima Comedy, 2023
- Invitat/interpret - Poezie și creație - realizator Loreta Popa, Muzeul Literaturii/youtube, 2023
- Pianist/Prezentator/Moș Crăciun - Crăciunul Feliciei - regia Cristian Mihăilescu, Opera Comică Pentru Copii, preluat TVR1, 2019
- Invitat - Politică și delicatețuri - cu Mircea Dinescu, realizator Dan Manoliu, TVR, 2018
- Marian - Cabaret de Revelion, show Revelion, realizator Dan Manoliu, regia Adrian Lustig - TVR2, reluare pe TVR3, 2017
- Mircea cel Bătrân - Iartă-mă - emisiune Revelion, cu Raluca Moianu, Doru Ana și Mihai Bisericanu la IARTĂ-MĂ, TVR 2016
- Interpret/ invitat - O dată în viață - TVR, 2016
- Invitat / interpret - Noapte Indigo - Crăciun - TVR, 2015
- Mihail - Revelion cu Noroc la TVR 2 - 2014, sceneta "Sihaștrii" cuplu cu Vasile Muraru, 2014
- Interpret - Atenție se cântă - TVR, 2012
- Invitat - La Mustață - TVR, 2012
- Invitat - Confesiuni - TVR, 2012
- Invitat - Confesiuni - TVR, 2011
- Interpret/ invitat - O dată în viață - TVR, 2008
- Interpret - Prezentul comic - TVR, 2007
- Interpret - Autostrada TVR - TVR, 2007
- Interpret/ invitat - O dată în viață - TVR, 2007
- Personaje - Emisiuni de Crăciun/ Revelion, TVR, 2005, 2006, 2008
- Interpret - În așteptarea lui Moș Crăciun - TVR, 2005
- Invitat - 90 de Minute pentru sufletul tău - TVR, 2005
- Interpret invitat - Vedete și vedeți - TVR, 2004
- Prezentator/amfitrion - Siesta cu... Fiesta, regia Ovidiu Dumitru, TVR, 2003
- Mască (invitat) - Ghici cine vine la... tine... de Paști? - TVR, 2002
- Mască (invitat) - Ghici cine vine la... tine? - TVR, 2002
- actor scenete / invitat - Mese pentru Mileniul Trei - TVR, 2001
- actor scenete / invitat - Bingo - TVR, 2001
- Prezentator - Tip-Top Minitop - TVR, 2001
- Interpret - Impas în doi - TVR, 2001
- actor scenete / invitat - Geta și călcâiul lui Ahile - TVR, 2001
- actor scenete / invitat - Arena VIP - TVR, 2000
- actor scenete / invitat - Veni, Video, Vici - TVR, 2000
- actor scenete / invitat - Bingo - TVR, 2000
- actor scenete / invitat - Geta și călcâiul lui Ahile - TVR, 2000
- actor scenete / invitat - Mese pentru Mileniul Trei - TVR, 2000
- Ceda - Doamna Ministru - Branislav Nusici, regia Florentina Enache, TVR, 1999
- Client - Vară în doi, TVR, 1999
- Interpret muzical / invitat - Verde de Micul Paris - 1999, TVR
- actor scenete / invitat - Mare ți-e grădina - TVR, 1999
- Interpret - Revelion 1999 - TVR ,1998
- invitat / interpret muzical - Cum vă place? - TVR, 1998
- actor scenete / invitat - Rendez-vous - TVR, 1998
- Mistengue - Buffoniștii - adaptare de Ovidiu Dumitru după Labiche, regia Sergiu Ionescu, TVR 1997
- Improvizator - Mi-e frică de lilieci, regia Sergiu Ionescu, TVR 1996
- Interpret muzical/ prezentator - Așteptându-l pe Moș Crăciun - divertisment TVR, 1996
- Recitator invitat - Gala anotimpurilor - TVR, 1996
- Interpret muzical/ prezentator - Așteptându-l pe Moș Crăciun - divertisment TVR, 1995
- Recepționer - Vacanță la munte, regia Olimpia Arghir, TVR, 1994
- actor scenete - Video-Magazin - TVR, 1993
- Interpret muzical - VIP 93 - divertisment TVR, 1993
- Tuzenbach - Trei surori - A.P.Cehov, regia Cornel Todea, TVR, 1993
- Recitator - Emisiuni de poezie (Studioul de literatură), versuri de Mihai Eminescu, Constant Tonegaru, Ben Corlaciu, Nicolae Labiș TVR 1993, 1994, 1997
- Regizor tehnic - Dincolo de cortină - regia Gheorghe Marian, TVR, 1993
- Tânărul - Noaptea marilor speranțe - regia Domnița Munteanu, TVR, 1992
- Constantin - Capul de rățoi - George Ciprian - regia Constantin Dicu, TVR, 1992
- Prezentator - Ping-Pong - emisiune pentru copii, TVR, 1992
- Prezentator / Mim - Întreabă-mă - emisiune pentru copii, TVR, 1992
- Regizor tehnic/prezentator - Comedia de-a lungul veacurilor - regia Gheorghe Marian, TVR, 1992
- Alexandru Mitu - Dragoste și apă caldă, regia Cornel Dalu, TVR, 1992
- Prezentator muzical - Cabaret - regia Florin Călinescu, TVR, 1992
- diverse personaje - Dacă e sâmbătă, e comedie / Crăciun fericit / Antologia umorului / Video-Magazin, TVR, 1991
- Mangini - Astă seară se improvizează - Luigi Pirandello, regia Eugen Todoran, TVR ,1991
- Ginerele - Aventuri într-o gară mică - regia Sergiu Ionescu, TVR, 1991
- Prezentator& Mim - Întreabă-mă - emisiune pentru copii, TVR, 1990

### Regie
- La Serva Padrona (Pergolesi) și Acis și Galatea (Haendel) - Festivalul de Arte „Dan Iordăchescu” - Câmpina, 2023
- Membru în Juriul Teatrului Radiofonic pentru Elevi - București, Radio România SRR, 2019
- Membru în Juriul "Festivalului Comediei Românești" Ediția XV - București, Teatrul de Comedie, 2017
- Membru în Juriul Trofeului ”Ion Dacian” (Festivalul ”Viața e frumoasă”) - București, Teatrul Național de Operetă, noiembrie 2010
- Fitness - de Jacques de Decker, Teatrul de Comedie - București, 2008
- Actor, Regizor de dublaje voci și Regizor muzical la AGER Film - București, din 1993, respectiv 2006
- Sosesc deseară - de Tudor Mușatescu, Teatrul „Maria Filotti” Brăila, 2002
- Trei piese scurte în lb. franceză, ca premiu la Tineri Autori 2000, la Institutul Francez - București
- Membru în Juriul de dramaturgie Francofonă - Bruxelles, iunie 2000

### Muzica
- Cântăreți bolnavi - versuri Lucian Blaga - concept, muzică originală/interpretare Mihai Bisericanu, youtube clip - 2024, radio Joy FM Arad
- Plouă - versuri George Topârceanu - concept, muzică originală/interpretare Mihai Bisericanu, youtube clip - 2024
- Cântec de urgență - versuri Ben Corlaciu - muzică originală/interpretare Mihai Bisericanu, Muzeul Literaturii Române/youtube - 2024
- Terținele lunare - versuri Ben Corlaciu - muzică originală/interpretare Mihai Bisericanu, Muzeul Literaturii Române - 2024
- Cântăreți bolnavi - versuri Lucian Blaga - muzică originală/interpretare Mihai Bisericanu, Poezie și creație - M.N.L.R. - 2023
- Cuibul de clovni - muzică originală, regia Sandu Mihai Gruia, Teatrul "Imaginario" - Ploiești 2023
- Trebug crenalc - versuri Romulus Vulpescu - muzică originală/interpretare Mihai Bisericanu, Muzeul Literaturii Române - 2023
- Boală - versuri Lucian Blaga - concept, muzică originală/interpretare Mihai Bisericanu, youtube clip - 2022
- Tache, Ianke și Cadâr - Sound Design, regia Horațiu Mălăele, Teatrul Bulandra - 2021
- Ciclul răspunderii - versuri Nicolae Labiș - concept, muzică originală/interpretare Mihai Bisericanu, youtube clip - 2021
- Vine vremea - versuri Romulus Vulpescu - concept, muzică originală/interpretare Mihai Bisericanu, youtube clip - 2021
- Prohod - versuri George Topârceanu - concept, muzică originală/interpretare Mihai Bisericanu, youtube clip - 2021
- În limba ta - versuri Grigore Vieru - concept, muzică originală/interpretare Mihai Bisericanu, youtube clip - 2021
- Cântecul Nebunului - versuri Ion Minulescu - concept, muzică originală/interpretare Mihai Bisericanu, youtube clip - 2021
- Lumină lină - versuri Ioan Alexandru - concept, muzică originală/interpretare Mihai Bisericanu, youtube clip - 2020
- De-abia plecaseși - versuri Tudor Arghezi - concept, muzică originală/interpretare Mihai Bisericanu, youtube clip - 2020
- Cântec în noapte - versuri Lucian Blaga - concept, muzică originală/interpretare Mihai Bisericanu, youtube clip - 2020
- Sonetul 27 - versuri W. Shakespeare - concept, muzică originală/interpretare Mihai Bisericanu, youtube clip - 2020
- Pa-dam, Pa-dam - muzică originală și adaptare, regia Sandu Mihai Gruia, spectacol studenți master UNATC - 2011
- Alba-neagra - muzică originală, scurt metraj desene animate - 2010
- Fitness - muzică originală, regia Mihai Bisericanu, Teatrul de Comedie - București, 2009
- Cei trei purceluși - muzică originală, regia Sandu Mihai Gruia, Teatrul Țăndărică - București 2008
- Anastasie - versuri Păstorel - concept, muzică originală/interpretare Mihai Bisericanu, youtube clip - 2006
- Sunt așa cum sunt - adaptare după Jacques Prevert (Je suis comme je suis) - adaptare în limba română, muzică originală/interpretare Mihai Bisericanu, youtube clip - 2003
- Despre vrăjitoare și prezicătoare - scenariu Dan Oprina, muzică originală, regia Cristian Munteanu, Teatru Radiofonic - București
- Uite tata, nu e tata - ilustrație muzicală, regia Ion Lucian, TES - București
- Copilul îngropat - ilustrație muzicală, regia Cătălina Buzoianu, Teatrul Bulandra - București
- Eunucul - adaptări muzicale, spectacol de diplomă, regia Mihai Mălaimare, studioul de Teatru ”Cassandra”, IATC 1981

### Dublaje
- Monogram, Norm, Tatăl - Phineas și Ferb -serial Disney, dublat în 2025
- Porky Pig - Ziua în care Pământul a făcut Bum! -film Looney Tunes, Warner Bros, dublat în 2025
- Timon - Mufasa: Regele Leu - film Disney, dublat în 2024
- Prowl - Transformers: Earthspark - serial Paramount & Nickelodeon, dublat în 2024
- Bolinar - Spellbound - film Netflix (Ilion Animation & Skydance Media), dublat în 2024
- Porky Pig - Bugs Bunny - serial, Warner Bros, dublat în 2024
- Paddington (Ben Whishaw) - Aventurile lui Paddington, (episoade noi) serial Nickelodeon, dublat în 2024
- Rakan (Ronan Summers) - League Of Legends (joc computer), 2023
- Paddington (Ben Whishaw) - Aventurile lui Paddington, (episoade noi) serial Nickelodeon, dublat în 2023
- Măgărușul -Donkey (Eddie Murphy) - Shrek 2, Film DreamWorks, 2022
- Celebrimbor - Stăpânul inelelor: Inelele puterii (”The Lord of the Rings: The Rings of Power”) - serial Amazon Video, 2022
- Porky Pig - Bugs Bunny - serial, Warner Bros, dublat în 2022, 2023
- Paddington (Ben Whishaw) - Aventurile lui Paddington, (episoade noi) serial Nickelodeon, dublat în 2022
- Tata - Cocomelon - film Netflix, dublat (și regizat de M.B.) în 2022
- Peter Isherwell - Nu privi în sus (Don't look up) - film Netflix, dublat (și regizat de M.B.) în 2021
- Santa (Moșul) - David și Elfii (David and the Elves) - film Netflix, dublat în 2021
- Regele - Un băiat numit Crăciun - film Netflix, dublat în 2021
- Verne - Peste tufiș (Over the Hedge) - film DreamWorks, dublat în 2021
- William - O poveste grimminală (A Tale Dark and Grimm) - serial Netflix, dublat în 2021
- Porky Pig - Space Jam 2: A New Legacy - filmul, Warner Bros, dublat în 2021
- Paddington (Ben Whishaw) - Aventurile lui Paddington, (episoade noi) serial Nickelodeon, dublat în 2021
- Rocket - Patrula cățelușilor (Paw Patrol) - filmul, Nickelodeon, dublat în 2021
- DuBros - Tom și Jerry - filmul, Warner Bros / HBO Max, dublat în 2021
- Paddington (Ben Whishaw) -Aventurile lui Paddington, serial Nickelodeon, dublat în 2020
- Barnaby/Barnabys - Familia Willoughby, film Netflix, dublat în 2020
- Johnny șoarece de oraș/Felix cerbul - Peter Rabbit The Runaway, film Sony Pictures, dublat în 2020
- Timon (Billy Eichner) - Regele Leu 2019 (The Lion King 3D 2019), film Disney 3D Live Action, dublat în 2019
- Rakan (Ronan Summers) - League Of Legends (joc computer), nivele noi - dublat în 2019
- Garrison, Harvey - Bun venit în Wayne, serial Nickleodeon, dublat în 2019
- Premesh - Dumbo, film Disney, dublat în 2019
- William "Weatherall" Wilkins (Colin Firth) - Mary Poppins revine, film Disney, dublat în 2018
- Eprubeta (Beaker) - Bebelușii Muppets (sau Micii Muppets), Serial Disney, dublat în 2018
- Brix/Bătrânul Iarnă - Goldie și Ursuleț - serial Disney, dublat în 2018
- Cheetah - Kitty nu-i o pisică - serial Disney, dublat în 2018
- Cavendish/Martin/Scott - Legile lui Milo Murphy, serial Disney, dublat în 2017 - 2018
- Porky Pig (Bob Bergen) - Noile Looney Tunes, serial Cartoon Network, dublat în 2017 - 2018
- Hans - Ferdinand - film 20th Century FOX, dublat în 2017
- Papă Masă - Ștrumpfii: Satul pierdut - Smurfs: The Lost Village, film Sony Pictures, dublat în 2017
- Thadeus Toad - Aventurile lui Ichabod și Mr. Toad (The Adventures of Ichabod and Mr. Toad) - film Disney, dublat în 2017
- Ben - Planeta comorilor (Treasure Planet) - film Disney, 2017 (film produs în 2002)
- Tio Oscar/Tio Felipe - Coco - film Disney, 2017
- Herbert/Beverly/Jimmy - Zoo Lane - serial HBO, 2017
- El Fez/DL. Geli/Timp-Clop - Hotel Transilvania Serialul - serial Disney, 2017 - 2018
- Năsosul - O poveste încâlcită (Tangled) serial Disney, 2017
- Rakan (Ronan Summers) - League Of Legends (joc computer), 2017
- Panic (Matt Frewer) - Hercules - serial Disney și DVD (Hercules), 2017
- Directorul Mitchell - serial Disney (Kirby Buckets), 2016, 2017
- Tata - Polly și animalele Zhou Zhou, 2016
- Frank - Micii salvatori în Australia, 2016
- Gurgle - În căutarea lui Dory (Finding Dory), film Disney/Pixar, 2016
- Tip - Film Mica Sirenă 2 (Return to the Sea), 2016
- Tata - serial animat (Zou Zou), 2016, 2017
- Loopdidoo - serial animat (Loopdidoo), 2015, 2016, 2017
- Sumo - Clarence, serial Warner Brothers, 2014
- Andy - Vacanță monstruoasă, (Monstruous), 2014
- Scoică - Băiatul Stridie, serial, 2014
- Pierrot, Colbert - Calimero, serial, 2014
- Russell - Johnny și Spiridușii, serial Disney, 2013
- Mr. Peabody & Sherman, film DreamWorks - (Maximilien Robespierre), 2013
- Zbanghi sau Squidgy - Aventuri cu Justin, serial Disney, 2013
- ZeFronk - Gustări gustoase cu ZeFronk, serial Disney, 2013
- Azrael - Ștrumpfii (The Smurfs), film Sony Pictures, 2013
- Cetinel - Turbo, Film DreamWorks, 2013
- Nim Galuu - Regatul Secret, (Epic), Film Nickelodeon, 2013
- Bones - Jake și Pirații din Țara de Nicăieri, serial Disney, 2012
- Tânărul Macintosh - Neînfricata (Brave), Film Disney , 2012
- Timon (Nathan Lane) - Regele Leu 1, 2 și 3, Filme Disney
- Beaker Eprubeta - Păpușile Muppets, Film Disney, 2012
- Phil - Bătăușiii Wasabi Film, 2012
- Rango (Johnny Depp) - Film Paramount (Rango), 2012
- Ciocănel - Manny Iscusitul -serial Disney Channel, 2012
- Oscar - Viața în acvariu, serial Disney Channel, 2012
- Maurice Jensen - Răpirea Tatălui, Film Disney Channel, 2012
- Hoț cu Nasu Mare - Love O poveste încâlcită, (“Tangled-Rapunzel”)- Film Disney, 2012
- Profesor Pearson - Fratele Lider, Film
- Mr. Moseby (Phill Lewis) - O viață minunată pe punte, serial Disney Channel (Great Life On Deck), 2011
- Spiff - Iggy Arbuckle, serial animat, 2007
- Bob - Noroc de irlandez, Film
- Yuri - Prietenii din Spațiu, Film
- Rapaki - Lămpi Meteo și insula misterioasă, film
- Strito - Skatenini și dunele de aur, film
- Smilz - Zâmbește și du-te și bifuoco brazier, Film
- Yammo - Pallastrike pe Insula Paștilor, film
- Baronul Rozzo - Straspeed în lumea nebună, film
- Larry - În junglă (The Wild) - Film Paramount
- Mushu (Eddie Murphy) - Mulan I, II, Filme Disney
- Junior - Kim Possible, serial Disney Channel
- Porky Pig (Mel/Noel Blanc) - Looney Tunes, serial Cartoon Network
- Profesor Rotwood - Dragonul American (American Dragon) serial Disney Channel
- Domnul Mustăcilă - Brandy și Domnul Mustăcilă (Brandy & Mr. Whiskers), serial Disney Channel
- Terry și Wen - B-Daman, serial Cartoon Network
- Pleakley - Lilo & Stitch, serial Disney Channel
- Măgărușul (Eddie Murphy) - Shrek 3 (Shrek The Third) și Shrek 4 (Shrek pentru totdeauna), Filme DreamWorks
- Comentator - "România și dictaturile ei", produs de Vertical Film, regia Mihai Vișinescu, 1996 (DVD, youtube)
- Timon - Timon și Pumba, serial Disney
- Billy - Negrele aventuri ale lui Billy și Mandy, Cartoon Network
- Marele Duce - The Grand Duke - Cenușăreasa 1 2 3, animație Disney
- Joseph Korso - Joseph Korso - Titan A.E., animație Don Bluth

### Teatru Radiofonic
- Directorul - Insula - Mihail Sebastian/Radu Macrinici, regia Cezarina Udrescu, 2022
- Interpret - Lecția de teatru, audiobook - Ana Blandiana, interpretarea și muzica originală Mihai Bisericanu, youtube clip 2022
- Emanuel - Dincolo de Poiana Vie (Aventura gemenilor Andrei și Lucia), regia Mihai Lungeanu, 2021
- Gheorghe - Fii tare, Gheorghe! - de Gheorghe Mocanu - interpretarea, regia și muzica originală Mihai Bisericanu, youtube clip 2021
- Pisissicius - Ghid Audio pentru Muzeul Literaturii, regia și adaptarea Mihai Lungeanu, 2019
- Profesor filozofie - UNDEva din '28 - scenariu și regia Ilinca Stihi, sitcom radiofonic, 2018
- Doctorul Meyer - Pădurea spânzuraților - scenariu și regia Gavril Pinte după romanul lui Liviu Rebreanu, 2018
- Spătarul - Sultan pentru o zi - scenariu Costin David, regia și adaptarea Mihai Lungeanu, 2018
- ---- Dada Cabaret - de Matei Visniec - adaptarea și regia Mihai Lungeanu, 2016
- ---- Henric al V-lea - de William Shakespeare - adaptarea Domnica Țundrea, regia Attila Vizauer, 2014
- Micul Prinț - N-am fost niciodată - de George Rusu, regia Mihai Lungeanu, 2011
- Pălădescu - Povestea Ursei Mari - 2006
- ---- Rugați-vă pentru Fratele Alexandru - de Constantin Noica - adaptarea Florian Chelu și Elisabeta Pop, regia Mihai Lungeanu, 2005
- Narâșkin - Ecaterina cea Mare - de George Bernard Shaw - regia și adaptarea Cezarina Udrescu, 2005
- ---- Viața și aventurile lui Moș Crăciun - de Lyman Frank Baum - adaptarea Sanda Socoliuc, regia Cezarina Udrescu, 2005
- ---- Semnat Pombo - de Louise Doutreligne - adaptarea Doina Papp, regia Attila Vizauer, 2004
- ---- Iscusitul hidalgo Don Quijote de la Mancha, Episod 10 - de Miguel de Cervantes Saavedra - adaptarea Georgeta Răboj, regia Cristian Munteanu, 2004
- ---- O soacră la Grand Hotel - de Ion Luca Caragiale - adaptarea Magda Duțu, regia Dan Puican, 2004
- ---- Tartuffe - de Moliere - adaptarea Domnica Țundrea, regia Ion Vova, 2004
- ---- Licoarea de aur - de Magda Duțu după o idee de Edouard Laboulaye - regia Cristian Munteanu, 2004
- ---- Seducătorul din Sevilla și Oaspetele de Piatră - de Tirso de Molina - adaptare Costin Tuchilă, regia Leonard Popovici, 2003
- ---- Praznicul ciubotarului - de Thomas Dekker - adaptarea Pușa Roth, regia Cristian Munteanu, 2003
- ---- Gâsca de aur - de Frații Grimm - regia și adaptarea Boris Petroff, 2003
- ---- Viața și faptele Sfântului Ierarh Nicolae - scenariu de Ina Sterescu - regia Vasile Manta, 2002
- ---- Valsul câinilor - de Matei Millo - adaptarea Cristian Buricea-Mlinarcic, regia Mihai Lungeanu, 1997
- ---- Regele Richard al II-lea - de William Shakespeare - adaptarea Dan Amedeo Lăzărescu, regia Cristian Munteanu, 1995
- ---- Boemii sau Lulu Popescu - de Ion Minulescu - regia Ion Vova, 1995
- ---- Bambi sau povestea unui pui - de Felix Salten - regia Dan Puican, 1995
- ---- Prăpăstiile Bucureștilor - de Matei Millo - regia și adaptarea Mihai Lungeanu, 1994
- ---- Leul, vrăjitoarea și garderoba - de Clive Staples Lewis - regia și adaptarea Mihai Lungeanu, 1994
- ---- Un joc al visului - de August Strindberg, adaptare Doina Papp, regia Mihai Lungeanu, 1994
- ---- Legenda Ouălor Roșii - de Titela col. Haque - regia Titel Constantinescu, 1993
- ---- Omor în Catedrală - de Thomas Stern Eliot - adaptarea Dan Amedeo Lăzărescu, regia Titel Constantinescu, 1993
- ---- Năzdrăvăniile lui Păcală - de Traian Chelariu - regia și adaptarea Leonard Popovici, 1993
- ---- Piiticul roșcovan - de Ernst Theodor Amadeus Hoffman - adaptarea și regia Cristian Pepino, 1993
- ---- Cum se cuceresc femeile - de Woody Allen, adaptare Liana Ceterchi și Radu F. Alexandru, regia Leonard Popovici, 1992
- ---- Pe strada Mântuleasa - de Mircea Eliade - adaptarea Doina Papp, regia Titel Constantinescu, 1992
- ---- Salomeea - de Oscar Wilde - adaptarea Marina Spalas, regia Titel Constantinescu, 1992
- ---- Făt Frumos - de Horia Furtună - regia și adaptarea Leonard Popovici, 1991
- ---- Gulliver în Țara Piticilor - de Jonathan Swift - adaptarea Virginia Velcescu, regia Vasile Manta
- ---- Filantropul - de Hans Magnus Enzensberger - adaptare Costin Tuchilă, regia și adaptarea Mihai Lungeanu
- ---- Calul leșinat - de Francoise Sagan, regia Dan Puican

### Cărți
- Voci și voci... - Editura Pro Universitaria, 2013
- Imagini rimate - Editura Neverland 2013